# Nadia Gillespie
Pour les articles homonymes, voir Nadia et Gillespie.
Nadia Gillespie, née à Los Angeles en Californie, est une actrice et danseuse américaine.

## Filmographie
- 2006 : Sweet Insanity : la camionneuse #1
- 2006 : In Memory of Rusty (court métrage) : Marie Von Carmen
- 2006 : 3 Eggs
- 2007 : Don't Blink
- 2007 : Sadly, Too Late (court métrage) : la cliente femme d'affaires
- 2008 : In Twilight's Shadow (court métrage) : Sienna
- 2008 : Brutal (court métrage) : Susan
- 2014 : I Can't Get Laid in My Dreams (court métrage) : la fille de rêve #1
- 2015 : America Is Still the Place : Jasmine
- 2015 : Wake the Dead : Kristin